# CenturyLink Building
El CenturyLink Building (anteriormente conocido como el Qwest Building y el Northwestern Bell Telephone Building) es un edificio en la ciudad de Mineápolis, la más poblada del estado de Minesota (Estados Unidos). Se completó en 1932 y se convirtió en el edificio más alto que se construyó en la ciudad durante las décadas de 1930, 1940 y 1950. Originalmente tenía una altura de 105 m, que aumentó a 127 m con la adición de una "corona" de antena de microondas en 1958, seguida de la adición de un segundo nivel de antenas de microondas en 1972. Fue el segundo edificio más alto de la ciudad después de la Foshay Tower, un poco más antigua, durante muchos años. Es un poco más alta que la torre de su vecino, el Ayuntamiento de Mineápolis.
El edificio tiene muchos pequeños detalles en el exterior, incluidos cerrojos eléctricos y un pájaro estilizado sobre la entrada principal. Cuando estaba en construcción, se realizó un movimiento inusual al desmantelar un edificio de Northwestern Bell de la década de 1920 en el sitio y el marco de acero se incorporó a la nueva estructura. Su lado oeste se amplió en la década de 1940.

## Historia
El servicio telefónico en Mineápolis comenzó en 1878 con una centralita ubicada en el antiguo ayuntamiento, ubicada en el área de Gateway, y que atiende a 11 teléfonos. La demanda aumentó rápidamente y, en 1885, la oficina central tenía 775 líneas y se trasladó al segundo piso del edificio del ayuntamiento. En 1890, la oficina superó sus dependencias en el ayuntamiento, con 1700 líneas, por lo que se mudó a un edificio en la calle Cuarta entre las avenidas Nicollet y Marquette. La demanda aumentó a 3000 suscriptores en 1897, por lo que se construyó un edificio de tres pisos en Third Avenue South y Fifth Street. En 1908, se construyeron dos alas de cinco pisos. Se establecieron edificios de oficinas centrales adicionales fuera del centro de Mineápolis. En 1920, había 96.000 teléfonos en 14 edificios de oficinas centrales.
En 1920, se construyó un edificio de nueve pisos en Third Avenue South y Fifth Street. Ese edificio se planeó con la posibilidad de que se fusionara en una estructura más grande. En 1929, con aún más expansión, se alquilan seis pisos en un edificio exterior. Finalmente, se construyó el edificio actual, tras un estudio de necesidades futuras. Se decidió agregar algo de espacio para las oficinas administrativas de Minesota de la compañía telefónica, en una decisión que fue tanto económica como arquitectónicamente agradable.
Cuando se construyó, el edificio tenía su oficina comercial en el primer piso, con espacio para que los clientes realizaran transacciones comerciales con la compañía telefónica, cabinas telefónicas públicas y salas para llamadas de larga distancia. Los siguientes 12 pisos contenían equipos telefónicos, como centralitas de larga distancia, otras centralitas especiales y equipos de oficina central de discado para las oficinas centrales MAin, ATlantic y BRidgeport. También había salas de descanso y un comedor para los operadores telefónicos que estaban fuera de servicio. Los pisos 14, 25 y 26 eran plantas técnicas. Finalmente, una torre en los pisos 15 al 24 albergaba las oficinas administrativas de la compañía telefónica. También había tres plantas de sótano con equipo eléctrico y de calefacción, junto con bóvedas de cables. El edificio medía 105 m sobre el nivel de la calle, 13 m en los sótanos y tenía 26 pisos. Muchas de estas historias eran algo más altas que las de los edificios de oficinas debido al tamaño del equipo de la oficina central. El edificio tenía 2.200 m² de superficie y albergaba a unos 1.000 empleados.
Se utilizaron materiales de construcción de Minesota en el edificio, con un exterior de granito de Morton en el primer piso y piedra caliza de Kasota en los pisos posteriores. Para la construcción interior se utilizó cemento de Duluth y acero de Mesabi Range. El edificio fue diseñado por arquitectos de Minesota, construido por contratistas de Mineápolis y suministrado con otros materiales por empresas de Minesota.